# Pietre d'inciampo in Calabria
La lista delle pietre d'inciampo in Calabria contiene l'elenco delle pietre d'inciampo (in tedesco Stolpersteine) posate nella regione. Esse commemorano le vittime della persecuzione del regime nazista nell'ambito di un'iniziativa dell'artista tedesco Gunter Demnig estesa a tutta l'Europa.

## Provincia di Catanzaro

### Girifalco
| Pietra d'inciampo | Pietra d'inciampo                                                  | Pietra d'inciampo | Pietra d'inciampo                                                                          | Note biografiche |
| Data di posa      | Luogo di posa                                                      | Stolpersteine     | Incisione                                                                                  | Note biografiche |
| ----------------- | ------------------------------------------------------------------ | ----------------- | ------------------------------------------------------------------------------------------ | --- |
| 27 gennaio 2024   | Piazza Umberto I° interno al Municipio 38°49′18.83″N 16°25′29.58″E |                   | QUI ABITAVA ALFREDO ROCCO STRANIERI NATO 1918 DEPORTATO 1943 FORBACH ASSASSINATO 24.1.1945 | Alfredo Rocco Stranieri (Girifalco, 27 luglio 1918 - Forbach (anche Reuth), 24 gennaio 1945), catturato dai tedeschi sul fronte francese è internato nello Stalag XII-F con lo stato di IMI. Certa la data di morte, il 24 gennaio 1945, meno il luogo: secondo alcune fonti assassinato nello Stalag, in altri documenti risulterebbe deceduto nei pressi di Reuth vittima di un bombardamento alleato, altre fonti lo indicano assassinato nel corso di una marcia della morte. |

## Provincia di Cosenza

### Castrovillari
Il comune di Castrovillari ospita tre pietre d'inciampo posate tra il 23 e 24 marzo 2025.
| Pietra d'inciampo | Pietra d'inciampo                                                                       | Pietra d'inciampo | Pietra d'inciampo                                                                                  | Note biografiche |
| Data di posa      | Luogo di posa                                                                           | Stolpersteine     | Incisione                                                                                          | Note biografiche |
| ----------------- | --------------------------------------------------------------------------------------- | ----------------- | -------------------------------------------------------------------------------------------------- | --- |
| 23 marzo 2025     | Piazza Indipendanza davanti al Monumento ai Caduti 39°48′49.46″N 16°12′02.24″E          |                   | QUI ABITAVA FRANCESCO BUCCIANO NATO 1894 ARRESTATO 21.3.1944 ASSASSINATO 24.3.1944 FOSSE ARDEATINE | Francesco Bucciano (Castrovillari, 5 agosto 1894 - Eccidio delle Fosse Ardeatine, 24 marzo 1944), partigiano cattolico, dirigente del Movimento Comunista Italiano-Bandiera Rossa. Figlio di Alfonso e Amalia Zigoni, impiegato a Roma dove risiedeva. Arrestato dai funzionari dell'OVRA il 21 marzo 1944, seviziato e torturato alla "Pensione Oltremare", sede della famigerata "Banda Koch", quindi il carcere a "Regina Coeli". Tra le vittime dell'Eccidio delle Fosse Ardeatine, del 24 marzo 1944. |
| 24 marzo 2025     | Corso Calabria, 103 nel cortile dell'IPSEOA "Karol Wojtyla" 39°49′23.81″N 16°11′35.18″E |                   | QUI ABITAVA GIUSEPPE CARINO NATO 1921 DEPORTATO 22.9.1943 DACHAU ASSASSINATO 29.7.1944 LIPSIA      | Giuseppe Carino (Castrovillari, 18 marzo 1921 - Lipsia, 29 luglio 1944), soldato di Fanteria inviato nel 1942 in Grecia, poi condotto in Italia, a Peschiera del Garda, in detenzione per diserzione, da dove è prelevato dalle SS e deportato nel Reich con destinazione Dachau. Trasferito in seguito a Sachsenhausen, quindi Buchenwald ed infine in un sottocampo di Lipsia, dove muore il 29 luglio 1944.                                                                                             |
| 24 marzo 2025     | Corso Calabria, 103 nel cortile dell'IPSEOA "Karol Wojtyla" 39°49′23.81″N 16°11′35.18″E |                   | QUI ABITAVA LUIGI CARINO NATO 1891 DEPORTATO 7.8.1944 FLOSSENBÜRG ASSASSINATO 6.1.1945             | Luigi Carino (Castrovillari, 1891 - Flossenbürg, 6 gennaio 1945), calzolaio, catturato dai tedeschi, deportato il 7 agosto 1944 nel Reich con destinazione Flossenbürg, dove muore il 6 gennaio 1945. |

## Provincia di Vibo Valentia

### Limbadi
| Pietra d'inciampo | Pietra d'inciampo                                                                       | Pietra d'inciampo | Pietra d'inciampo                                                                                        | Note biografiche |
| Data di posa      | Luogo di posa                                                                           | Stolpersteine     | Incisione                                                                                                | Note biografiche |
| ----------------- | --------------------------------------------------------------------------------------- | ----------------- | --- | --- |
| 31 gennaio 2024   | Via Antonio Gramsci, 2 presso scuola media "Corrado Alvaro" 38°33′22.36″N 15°57′45.82″E |                   | QUI ABITAVA PANTALEONE SESTO NATO 1924 ARRESTATO 18.2.1944 DEPORTATO DACHAU ASSASSINATO 13.1.1945 DACHAU | Pantaleone Sesto (Limbadi, 10 maggio 1924 (anche 13 febbraio 1924) - Dachau, 13 gennaio 1945 (anche 15 giugno 1944)), allievo della Regia Guardia di Finanza è catturato dai tedeschi nel febbraio 1944 e deportato nel Reich con destinazione Dachau con lo stato di IMI, matricola 70859. Muore al campo il 13 gennaio 1945 (secondo altre fonti 15 giugno 1944). |